# Jan Lukeš
Jan Lukeš (né le 12 juillet 1912 à Královské Vinohrady et mort le 25 août 1977 à Terezín) était un écrivain et compositeur de musique tchèque. Il a écrit également sous le pseudonyme de Car Osten, parmi d'autres. Il est l'auteur de plusieurs romans de science-fiction, pour lesquels il a créé plusieurs langues construites. Une partie de sa vie s'est déroulée en hôpital psychiatrique avec un diagnostic controversé de schizophrénie paranoïaque. Pour cette raison et d'autres, la majorité de ses œuvres (principalement musicales) n'ont survécu qu'en fragments.

## Biographie
Jan Lukeš est né à Královské Vinohrady n° 240 (aujourd'hui rue Française), dans une famille d'officiers. Son père est František Lukeš (né en 1877) et sa mère est Helena Pytlíková (née en 1882), nièce du poète Antonín Sova . Après avoir terminé ses études secondaires à Prague, il étudie à la faculté de médecine de l'Université Charles de Prague, où il obtient son diplôme le 5 avril 1938 .
En tant que médecin, il a travaillé dans divers hôpitaux.
En 1946, il a été hospitalisé pour schizophrénie paranoïde, bien que le diagnostic semble douteux de nos jours.
Plus tard, il a travaillé manuellement, et a servi comme médecin pendant six mois dans un asile psychiatrique à Kosmonosy.
En 1952, il a été déclaré inapte et a reçu une pension à vie.
Il est décédé en 1977 après une longue maladie à Terezín.

## Œuvres
Lukeš utilise différents pseudonymes au cours de sa vie, notamment pendant la Seconde Guerre mondiale où il écrit des poèmes et des essais ironiques sous le nom de Jan Kalíř. Hospitalisé, il signe ses œuvres sous le nom de Car Osten, se déclarant traducteur du russe.
Il a commencé à écrire dès son enfance (vers 1925) et a rédigé plusieurs romans, ainsi que des œuvres plus courtes.
Ses œuvres les plus significatives relèvent de la science-fiction, y compris le voyage imaginaire à travers Marmokoj et le roman La Fille de la science, qui raconte la vie de son épouse extraterrestre fictive.
Pour ce monde fictif, Lukeš a créé plusieurs langues, dont la plus élaborée est l’iškovština.